# Équipe cycliste Itera-Katusha

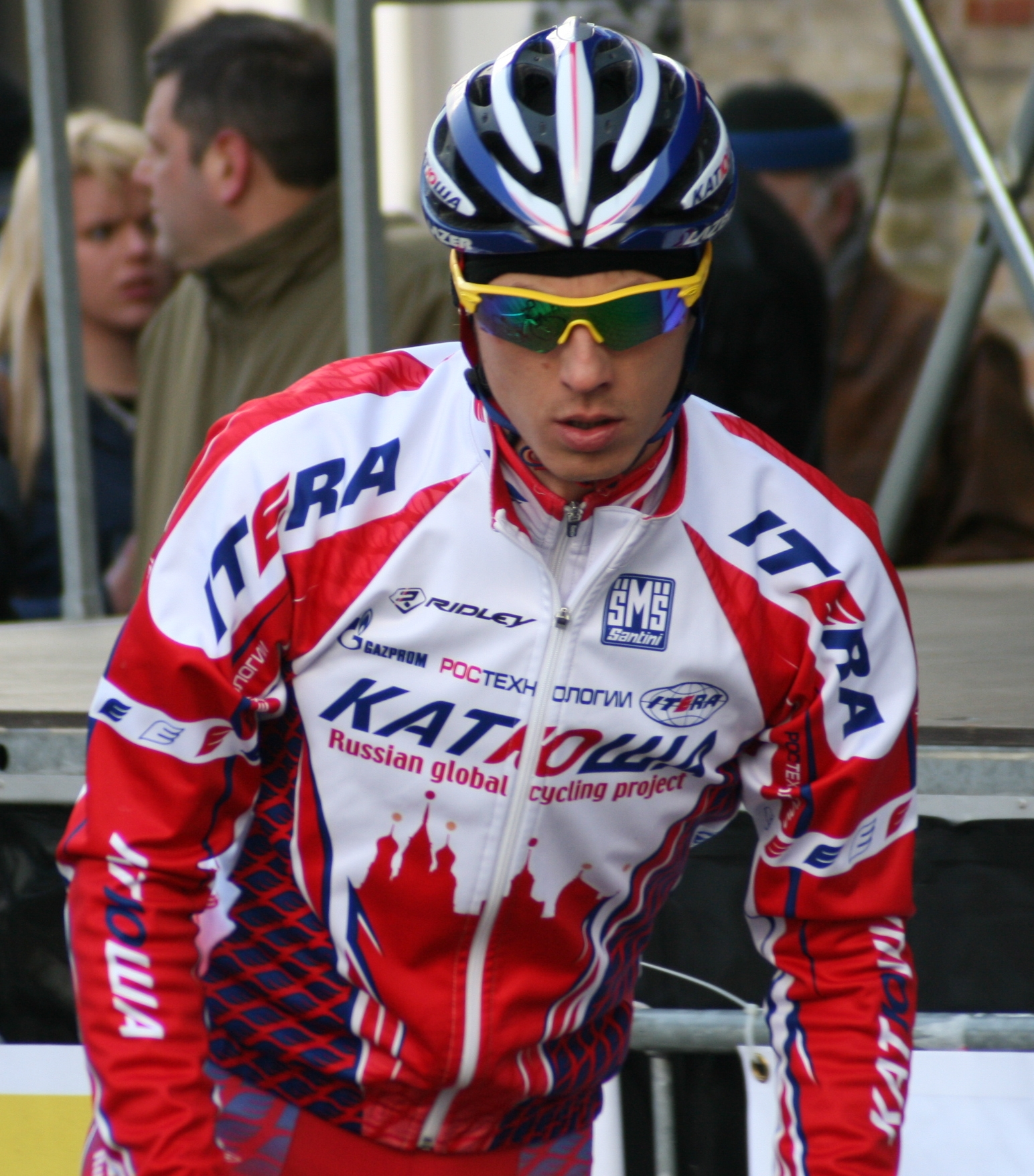
Evgeny Popov lors des Trois Jours de Flandre-Occidentale 2010

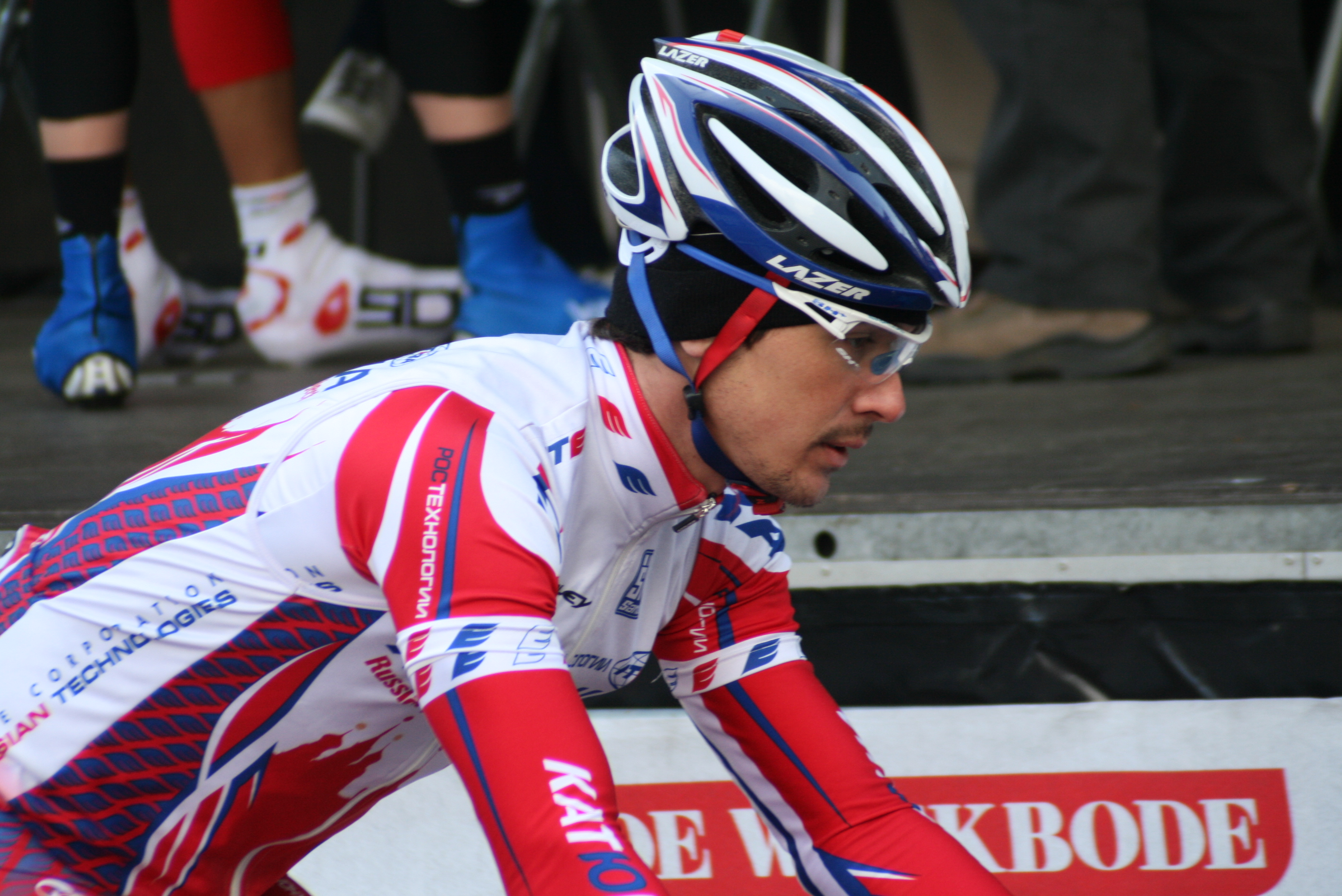
Alexander Mironov lors des Trois Jours de Flandre-Occidentale 2010

L'équipe cycliste Itera-Katusha est une équipe cycliste russe active entre 2010 et 2015 et ayant le statut d'équipe continentale. C'est, avec l'équipe Katyusha Continental (jusqu'en 2010), la réserve de l'équipe ProTour Katusha. Elle porte le nom de la société russe Itera, l'un des principaux sponsors du projet Katusha.

## Championnats nationaux
- Championnats de Russie sur route : 3
  - Course en ligne espoirs : 2011 (Viatcheslav Kouznetsov) et 2013 (Roman Katirin)
  - Contre-la-montre espoirs : 2011 (Anton Vorobyev)

## Classements UCI
L'équipe participe aux épreuves des circuits continentaux. Le tableau ci-dessous présente les classements de l'équipe sur les circuits, ainsi que son meilleur coureur au classement individuel.
UCI America Tour
| Saison | Classement par équipes | Meilleur coureur au classement individuel |
| ------ | ---------------------- | ----------------------------------------- |
| 2010   | 34e                    | Alexander Porsev (272e)                   |

UCI Europe Tour
| Saison | Classement par équipes | Meilleur coureur au classement individuel |
| ------ | ---------------------- | ----------------------------------------- |
| 2010   | 16e                    | Alexander Porsev (51e)                    |
| 2011   | 10e                    | Nikita Novikov (26e)                      |
| 2012   | 5e                     | Viatcheslav Kouznetsov (26e)              |
| 2013   | 49e                    | Maksim Razumov (116e)                     |
| 2014   | 29e                    | Alexander Foliforov (134e)                |

UCI Oceania Tour
| Saison | Classement par équipes | Meilleur coureur au classement individuel |
| ------ | ---------------------- | ----------------------------------------- |
| 2010   | 22e                    | Viatcheslav Kouznetsov (52e)              |

## Itera-Katusha en 2015[4]

### Effectif
| Cycliste            | Date de naissance | Nationalité | Équipe 2014                          |  |
| ------------------- | ----------------- | ----------- | ------------------------------------ |  |
| Denis Borovik       | 20 octobre 1995   | Russie      |                                      |  |
| Igor Frolov         | 23 janvier 1990   | Russie      | Itera-Katusha                        |  |
| Dmitri Ignatiev     | 27 juin 1988      | Russie      | Itera-Katusha                        |  |
| Evgenii Krivosheev  | 22 novembre 1981  | Russie      | Maltinti Lampadari-Banca di Cambiano |  |
| Andrey Lukonin      | 28 janvier 1995   | Russie      |                                      |  |
| Ivan Lusenko        | 17 août 1995      | Russie      |                                      |  |
| Matvey Mamykin      | 31 octobre 1994   | Russie      | 21                                   |  |
| Danil Nemykin       | 13 mars 1995      | Russie      | 21                                   |  |
| Sergey Nikolaev     | 5 février 1988    | Russie      | Itera-Katusha                        |  |
| Maxim Pokidov       | 11 juillet 1989   | Russie      | Itera-Katusha                        |  |
| Sergey Pomoshnikov  | 17 juillet 1990   | Russie      | RusVelo                              |  |
| Maksim Razumov      | 12 janvier 1990   | Russie      | Itera-Katusha                        |  |
| Sergei Rozin        | 5 janvier 1995    | Russie      | 21                                   |  |
| Anton Samokhvalov   | 18 novembre 1986  | Russie      |                                      |  |
| Dimitry Samokhvalov | 18 novembre 1986  | Russie      |                                      |  |
| Denis Zhujkov       | 12 octobre 1993   | Russie      | 21                                   |  |

### Victoires
| Date       | Course                               | Pays    | Classe | Vainqueur           |
| ---------- | ------------------------------------ | ------- | ------ | ------------------- |
| 13/03/2015 | 1re étape de l'Istrian Spring Trophy | Croatie | 2.2    | Sergey Nikolaev     |
| 19/03/2015 | 1re étape du Grand Prix de Sotchi    | Russie  | 2.2    | Itera-Katusha       |
| 02/04/2015 | Prologue du Tour de Kuban            | Russie  | 2.2    | Maxim Pokidov       |
| 04/04/2015 | 2e étape du Tour de Kuban            | Russie  | 2.2    | Dimitry Samokhvalov |
| 05/04/2015 | Classement général du Tour de Kuban  | Russie  | 2.2    | Dimitry Samokhvalov |
| 17/04/2015 | 1re étape du Grand Prix d'Adyguée    | Russie  | 2.2    | Itera-Katusha       |
| 05/05/2015 | Prologue des Cinq anneaux de Moscou  | Russie  | 2.2    | Sergey Nikolaev     |
| 20/06/2015 | 3e étape du Tour de Serbie           | Serbie  | 2.2    | Sergey Pomoshnikov  |